# Willem Hendrik Dullert

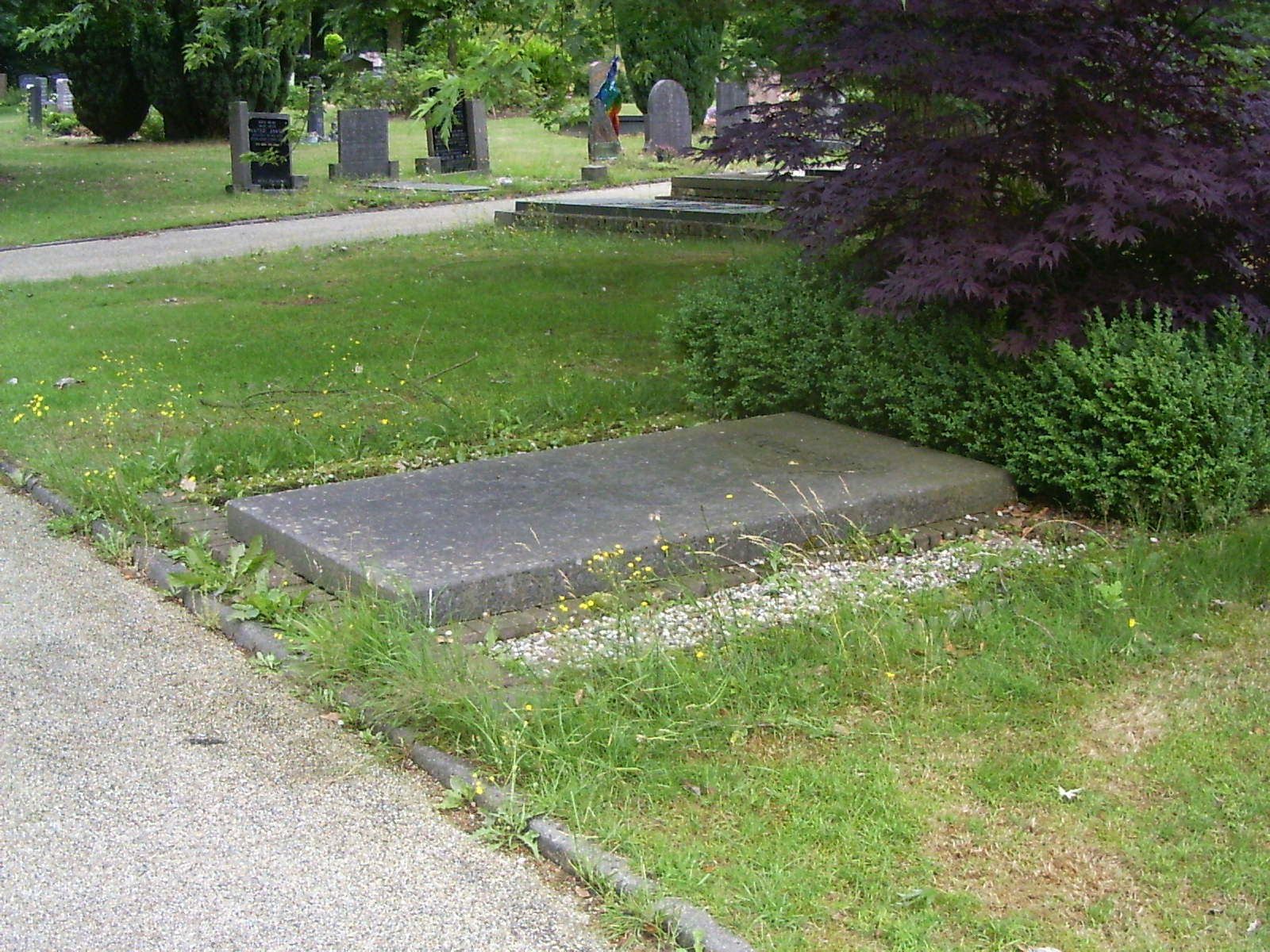
Graf van Dullert op Moscowa

Willem Hendrik Dullert (Arnhem, 27 juni 1817 – aldaar, 24 februari 1881) was een Nederlands politicus en Thorbeckiaans Tweede Kamerlid.
Dullert was een liberaal Tweede Kamerlid en Tweede Kamervoorzitter. Hij was advocaat in Arnhem en volbloed Thorbeckiaan. Als Kamerlid was hij een kundig jurist en waterstaatsdeskundige met een welluidende stem, die vaak als rapporteur over wetsvoorstellen optrad. Vanaf 1869 was hij twaalf jaar Tweede Kamervoorzitter, nadat hij in 1868 door loting naast dat voorzitterschap had gegrepen. Hij stond bekend als een uiterst onpartijdige en soepele voorzitter. Rijke vrijgezel, bij wie geestverwanten vaak over de vloer kwamen en die als voorzitter na de jaarlijkse begrotingsbehandeling diners aanbood aan zijn medeleden en de ministers. Gedurende zijn leven bouwde hij een vermogen op dat hij na zijn dood naliet aan de naar hem vernoemde Dullertsstichting, die tot op de dag van vandaag bestaat.

## Trivia
- Dullert is in zijn stad Arnhem geëerd met een straat in het Spijkerkwartier, op de plek waar hij huizen heeft laten bouwen. Ook is er een lokale prijs voor inzet voor zwakkeren in de samenleving naar hem genoemd.

## Tweede Kamer
| Perioden |
| --- |
| 13-02-1849 t/m 19-08-1850 07-10-1850 t/m 25-04-1853 20-09-1854 t/m 19-09-1858 20-09-1858 t/m 14-09-1862 15-09-1862 t/m 18-09-1866 19-09-1866 t/m 30-09-1866 11-12-1866 t/m 02-01-1868 25-02-1868 t/m 19-09-1869 20-09-1869 t/m 14-09-1873 |